# Поєнарій-де-Мусчел
Поєнарій-де-Мусчел (рум. Poienarii de Muscel) — комуна у повіті Арджеш в Румунії. До складу комуни входять такі села (дані про населення за 2002 рік):
- Валя-Индерет (214 осіб)
- Грошань (752 особи)
- Жугур (1237 осіб)
- Поєнарі (1391 особа) — адміністративний центр комуни
- Шербенешть (47 осіб)

Комуна розташована на відстані 119 км на північний захід від Бухареста, 42 км на північ від Пітешть, 139 км на північний схід від Крайови, 65 км на південний захід від Брашова.

## Населення
За даними перепису населення 2002 року у комуні проживала 3641 особа. Усі жителі комуни рідною мовою назвали румунську.
Національний склад населення комуни:
| Національність | Кількість осіб | Відсоток |
| -------------- | -------------- | -------- |
| румуни         | 3629           | 99,7%    |
| цигани         | 11             | 0,3%     |
| угорці         | 1              | < 0,1%   |

Склад населення комуни за віросповіданням:
| Релігія       | Кількість осіб | Відсоток |
| ------------- | -------------- | -------- |
| православні   | 3634           | 99,8%    |
| лютерани      | 5              | 0,1%     |
| римо-католики | 1              | < 0,1%   |
| атеїсти       | 1              | < 0,1%   |

## Зовнішні посилання
- Дані про комуну Поєнарій-де-Мусчел на сайті Ghidul Primăriilor